# یواس‌آرسی رزولوت (۱۸۶۷)
یواس‌آرسی رزولوت (۱۸۶۷) (به انگلیسی: USRC Resolute (1867)) یک کشتی بود که طول آن ۹۰ فوت (۲۷ متر) بود. این کشتی در سال ۱۸۶۷ ساخته شد.